# Mário Jardel
Pour les articles homonymes, voir Jardel.
Mário Jardel de Almeida Ribeiro, ou simplement Mário Jardel est un footballeur international brésilien né le 18 septembre 1973 à Fortaleza (Brésil).
Il est le parfait exemple de l'attaquant type « renard des surfaces », il ne participe pas souvent au jeu et n'a pas une grosse pointe de vitesse mais il a un sens des déplacements très aiguisé et un excellent jeu de tête, aidé en cela par sa grande taille (1,88 m) et une détente de 1,20 m.

## Biographie

### Formation
Jardel commence à jouer au football très tôt, taquinant la balle dès l'âge de 3 ans dans les rues de Fortaleza, sa ville natale. Il joue également au beach-volley sur les plages du Nordeste, ce qui lui permettra d'améliorer sa détente.
Il commence sa carrière professionnelle à Vasco de Gama lors de la saison 1993-1994. Il rejoint le club brésilien de Grêmio en 1995. Avec 10 buts marqués en 13 matches de championnat lors de sa première année à Grêmio, il contribue au titre national de l'équipe. Il remporte également la Copa Libertadores 1995, compétition dont il est le meilleur buteur avec 12 réalisations.
Champion du monde junior en 1993 en Australie sous les couleurs du Brésil, il connaît sa première sélection en A en août 1996 contre la Russie.
En 1996, il part tenter sa chance en Europe au FC Porto.

### Débuts au Portugal
Il fait le bonheur du FC Porto durant 4 saisons où il marqué 154 buts en 167 matchs toutes compétitions confondues. Il y remporte 3 titres consécutifs de champion du Portugal en 1997, 1998 et 1999. Il est également 4 fois sacré meilleur buteur du championnat portugais. En 2000, il emmène le club en quarts de finale de la Ligue des Champions terminant meilleur buteur de la compétition avec 10 buts.
Il remporte par ailleurs le Soulier d'or sous les couleurs de Porto en 1999.

### Galatasaray et Sporting
En juillet 2000 il est transféré au club turc de Galatasaray SK pour la somme de 16 millions d'euros. Dès son arrivée, il signe le but décisif qui permet à Galatasaray de remporter la Supercoupe de l'UEFA face au Real Madrid Malgré des problèmes d'adaptation et problèmes musculaires, il réalise une belle saison avec le club turc, inscrivant 34 buts dont 6 en Ligue des champions. L'équipe se hisse en quarts de finale où elle est défaite par le Real Madrid.
À l'été 2001, il est annoncé tout proche de l'Olympique de Marseille, à tel point que plusieurs journaux annoncent son transfert comme conclu,. Toutefois, des dissensions, notamment sur la question du salaire, empêchent le transfert de se conclure.
C'est finalement au Sporting Clube de Portugal qu'il signe à l'intersaison 2001. Avec le club de Lisbonne, il signe le doublé Coupe-championnat. En finale de la Coupe, c'est lui qui inscrit le but décisif face à Leixões. Il remporte en outre un deuxième Soulier d'or européen avec le Sporting, grâce à un 42 buts marqués en 30 rencontres disputées.
En 2001-2002, il entre dans le Top Dix des Meilleurs buteurs de l’histoire du football en Europe toutes compétitions confondues, se plaçant à la deuxième place, avec 55 buts en 42 matchs.

### Descente aux enfers
Au milieu de la saison 2002/2003, alors qu'il joue sa deuxième saison au Sporting, il vit très mal son divorce et fait une profonde dépression. Le grand buteur qui a été connu au Portugal perd ensuite toutes ses qualités et erre de club en club à la suite de son départ du Sporting en 2003.
En 2003, il rejoint la Premier League en signant aux Bolton Wanderers pour 1,5 million de Livres. Son expérience anglaise se révèle un échec : en 12 apparitions, il ne marque que trois buts, tous en Coupe de la Ligue anglaise. À la mi-saison, il est prêté à Ancône, puis laissé libre de tout contrat par le club anglais.
Il quitte alors l'Angleterre pour rejoindre le club argentin des Newell's old boys. Il quitte le club argentin pour signer au Deportivo Alaves la saison suivante mais quitte le club espagnol moins d'un mois après la signature de son contrat.
Après un essai infructueux à Nancy lors de l'été 2005, il signe en septembre pour le club brésilien de Goias. En juillet 2006, il retourne au Portugal pour un contrat d'un an sous les couleurs de Beira-Mar. Jardel y effectue 12 apparitions et marque 3 buts avant que le club et le joueur ne s'entendent pour mettre fin au contrat avant son terme.
En janvier 2007, Jardel conclut un contrat de 5 mois avec le club chypriote Anorthosis Famagusta.
À l'intersaison 2007, il rejoint les Newcastle Jets dans le championnat australien mais l'aventure tourne au fiasco : après 11 apparitions sans le moindre but marqué, et plusieurs ratages spectaculaires devant le but adverse, il est débarqué à la mi-saison par l'entraîneur Gary Van Egmond. Le club finira par remporter le championnat.
En 2008, il révèle avoir pris régulièrement de la cocaïne à la suite de son divorce. Il affirme toutefois que la prise de drogue était toujours dans un cadre récréatif et non sportif,.
Début 2009, il revient au club de ses débuts, Ferroviario, club du championnat brésilien de série C.
Pour la saison 2010-2011, il signe pour Cherno More Varna, club du championnat bulgare A PFG. Il y reste six mois et retourne au Brésil. Il signe alors au Rio Negro, club évoluant dans le championnat local d'Amazonie.
En 2011, à l'âge de 38 ans, il décide de prendre sa retraite en tant que joueur et annonce son souhait de devenir entraîneur.

### Élection
En octobre 2014, Jardel est élu à l'Assemblée législative de l'État du Rio Grande do Sul.
En 2016, la commission d'éthique de cette assemblée a engagé une procédure de cassation de son mandat, à la suite d'accusations pour extorsion de fonds, emplois fictifs et détournements de fonds publics. Après enquête, la commission de constitution et de justice de l'État du Rio Grande do Sul a confirmé la demande de destitution. Elle a été approuvée à l'unanimité par les députés de l'assemblée en décembre 2016.

## Palmarès

### En club
- Vainqueur de la Recopa Sudamericana en 1996 avec le Grêmio Porto Alegre
- Vainqueur de la Supercoupe d'Europe en 2000 avec Galatasaray SK
- Vainqueur de la Copa Libertadores en 1995 avec le Grêmio Porto Alegre
- Champion du Brésil en 1996 avec le Grêmio Porto Alegre
- Champion du Portugal en 1997, en 1998, en 1999 avec le FC Porto et en 2002 avec le Sporting Portugal
- Champion d'Argentine (Tournoi d'Ouverture) en 2004 avec Newell's Old Boys
- Champion d'Australie en 2007 avec Newcastle United Jets FC
- Vainqueur de la Coupe du Portugal en 1998, en 2000 avec le FC Porto et en 2002 avec le Sporting Portugal
- Vainqueur de la Supercoupe du Portugal en 1996, en 1998 et en 1999 avec le FC Porto
- Championnat de Rio de Janeiro en 1993 et en 1994 avec le CR Vasco da Gama
- Champion du Rio Grande do Sul en 1995 et en 1996 avec le Grêmio Porto Alegre
- Champion du Goiás en 2006 avec Goiás EC
- Finaliste de la Coupe Intercontinentale en 1995 avec le Grêmio Porto Alegre
- Vice-champion du Portugal en 2000 avec le FC Porto
- Vice-champion de Turquie en 2001 avec Galatasaray SK
- Finaliste de la Coupe du Brésil en 1995 avec le Grêmio Porto Alegre
- Finaliste de la Supercoupe du Portugal en 1997 avec le FC Porto

### En équipe du Brésil
- 10 sélections et 1 but entre 1996 et 2001
- Champion du monde Juniors en 1993

#### But international
|   | Date            | Lieu                                  | Adversaire | Évolution du score | Résultat | Compétition  |
| - | --------------- | ------------------------------------- | ---------- | ------------------ | -------- | ------------ |
| 1 | 23 février 2000 | Stade Rajamangala, Bangkok, Thaïlande | Thaïlande  | 6 - 0              | 7 - 0    | Match amical |

### Distinctions individuelles
- Meilleur buteur de la Copa Libertadores en 1995 (12 buts)
- Meilleur buteur du Championnat du Portugal en 1997 (30 buts), en 1998 (26 buts), en 1999 (36 buts), en 2000 (38 buts) et en 2002 (42 buts)
- Meilleur joueur du Championnat du Portugal en 1997, en 1999 et en 2002
- Soulier d'or européen en 1999 (36 buts) et en 2002 (42 buts)
- Meilleur buteur mondial de l'année de première division en 1999 et en 2000
- Co-Meilleur buteur de la Ligue des Champions en 2000 (10 buts)

## Statistiques
| Saison      | Club                     | Pays                   | Championnat           | Coupes nationales   | Coupes Continentales                  | Sélection Brésil  |
| ----------- | ------------------------ | ---------------------- | --------------------- | ------------------- | ------------------------------------- | ----------------- |
| 1993        | CR Vasco da Gama         | Série A                | 2 matchs              | 3 matchs            | -                                     | -                 |
| 1994        | CR Vasco da Gama         | Série A                | 13 matchs / 3 buts    | 7 matchs / 3 buts   | -                                     | -                 |
| 1995        | Grêmio Porto Alegre      | Série A                | 13 matchs / 10 buts   | 10 matchs / 4 buts  | 14 + 1 matchs / 12 + 0 buts (CL + CI) | -                 |
| 1996        | Grêmio Porto Alegre      | Série A                | -                     | 6 matchs / 1 but    | 1 match / 1 but (RS)                  | -                 |
| 1996 - 1997 | FC Porto                 | Primeira Divisão       | 31 matchs / 30 buts   | 2 matchs,           | 8 matchs / 4 buts (C1)                | 3 matchs          |
| 1997 - 1998 | FC Porto                 | Primeira Divisão       | 30 matchs / 26 buts   | 3 matchs / 1 but,   | 5 matchs / 3 buts (C1)                | -                 |
| 1998 - 1999 | FC Porto                 | Primeira Divisão       | 32 matchs / 36 buts   | 1 match             | 6 matchs / 2 buts (C1)                | 1 match           |
| 1999 - 2000 | FC Porto                 | Primeira Liga          | 32 matchs / 38 buts   | 4 matchs / 4 buts,  | 13 matchs / 10 buts (C1)              | 3 matchs / 1 but  |
| 2000 - 2001 | Galatasaray SK           | Turkiye 1.Lig          | 24 matchs / 22 buts   | ?                   | 16 + 1 matchs / 9 + 2 buts (C1 + SU)  | 3 matchs          |
| 2001 - 2002 | Sporting Portugal        | Primeira Liga          | 30 matchs / 42 buts   | 5 matchs / 7 buts   | 6 matchs / 6 buts (C3)                | -                 |
| 2002 - 2003 | Sporting Portugal        | SuperLiga Galp Energia | 19 matchs / 11 buts   | 2 matchs / 1 but    | -                                     | -                 |
| 2003 - 2004 | Bolton Wanderers         | FA Premier League      | 7 matchs              | 5 matchs / 3 buts   | -                                     | -                 |
| 2003 - 2004 | Ancône Calcio            | Serie A                | 3 matchs              | -                   | -                                     | -                 |
| 2004 - 2005 | Newell's Old Boys        | Torneo Apertura        | 3 matchs              | ?                   | -                                     | -                 |
| 2004 - 2005 | Deportivo Alavés         | Segunda División       | -                     | -                   | -                                     | -                 |
| 2005        | Goiás EC                 | Série A                | 4 matchs / 1 but      | -                   | -                                     | -                 |
| 2006 - 2007 | Beira-Mar                | Bwin Liga              | 12 matchs / 3 buts    | 1 match / 1 but     | -                                     | -                 |
| 2006 - 2007 | Anorthosis Famagouste FC | Cypriot First Division | 7 matchs / 2 buts     | ?                   | -                                     | -                 |
| 2007 - 2008 | Newcastle United Jets FC | A-League               | 11 matchs             | ?                   | -                                     | -                 |
| 2008        | Criciúma EC              | Série B                | 16 matchs / 4 buts    | -                   | -                                     | -                 |
| 2009        | Ferroviário AC           | Série D                | 9 matchs / 2 buts     | -                   | -                                     | -                 |
| 2009        | América de Fortaleza     | Campeonato Cearense    | 3 matchs              | -                   | -                                     | -                 |
| 2010        | EC Flamengo              | Série D                | -                     | -                   | -                                     | -                 |
| 2010 - 2011 | Tcherno More Varna       | A PFG                  | 8 matchs / 1 but      | -                   | -                                     | -                 |
| 2011        | Rio Negro                | Série A2               | -                     | -                   | -                                     | -                 |
| Total       | Total                    | Total                  | 308 matchs / 231 buts | 49 matchs / 25 buts | 71 matchs / 49 buts                   | 10 matchs / 1 but |